# Поросль-Глухи
Поросль-Ґлухи (пол. Porośl-Głuchy) — село в Польщі, у гміні Посвентне Білостоцького повіту Підляського воєводства.
У 1975-1998 роках село належало до Білостоцького воєводства.